# قدرت‌سپاری
در علوم سیاسی به واگذاری قانونی بخشی از اختیارات حکومت مرکزی یک کشور به حکومت‌های محلی و منطقه‌ای نظیر فرمانداری‌ها و استانداری‌ها، اصطلاحاً قدرت‌سپاری (به انگلیسی: Devolution) گفته می‌شود. قدرت‌سپاری معمولاً در حوزه مالی صورت می‌گیرد به این معنی که اداره بخش‌هایی از بودجه که پیش از آن از سوی دولت مرکزی انجام می‌شد به گردانندگان منطقه‌ای واگذار می‌گردد. قدرت‌سپاری همچنین گاه در حوزه قانون‌گذاری صورت می‌گیرد و در پی آن به فرمانداری‌ها یا استانداری‌ها و غیره اختیارات بیشتری برای وضع قوانین مربوط به منطقه خود داده می‌شود.
انجام قدرت‌سپاری در راستای تمرکززدایی از حکومت متمرکز صورت می‌گیرد و معمولاً پاسخی است به درخواست‌های حکومت‌های محلی برای دریافت خودگردانی بیشتر.
قدرت‌سپاری با فدرالیسم تفاوت دارد زیرا اختیارات مضاعفی که از طریق قدرت‌سپاری قانونی به فرمانداران محلی اعطا شده ممکن است موقتی و مقطعی باشد و دولت مرکزی می‌تواند این قدرت‌های واگذاری‌شده را بازپس بگیرد. اما در فدرالیسم اختیارات و قدرت‌های واحدهای سیاسی خودگردان محلی در قانون اساسی ثبت شده و در صورت عدم تغییر قانون اساسی شکل دائمی دارد. ایالات متحده، کانادا، استرالیا، مکزیک و هند از نمونه کشورهای فدرال هستند.

## فهرست حکومت‌های متمرکز که در آن‌ها قدرت‌سپاری صورت گرفته است
| کشور          | شیوه حکومتی    | مقاله تقسیمات کشوری     | واحدهای منطقه‌ای اصلی                                    | دیگر واحدهای منطقه‌ای |
| ------------- | -------------- | ----------------------- | ------------------------------------------------------- | -------------------- |
| فرانسه        | جمهوری         | ناحیه‌های فرانسه         | ۲۷ ناحیه که ۶ تای از آن‌ها اختیارات ویژه خودگردانی دارند |                      |
| ایتالیا       | جمهوری         | فهرست ناحیه‌های ایتالیا  | ۲۰ ناحیه که ۵ تای از آن‌ها اختیارات ویژه خودگردانی دارند | ۲ استان خودگردان     |
| پاپوآ گینه نو | پادشاهی مشروطه | استان‌های پاپوآ گینه نو  | ۱۸ استان                                                | ۱ منطقه پایتختی      |
| پرو           | جمهوری         | استان‌های پرو            | ۲۵ استان                                                | ۱ استان در سطح یک    |
| جزایر سلیمان  | پادشاهی مشروطه | استان‌های جزایر سلیمان   | ۹ استان                                                 | ۱ منطقه پایتختی      |
| اسپانیا       | پادشاهی مشروطه | بخش‌های خودمختار اسپانیا | ۱۷ منطقه خودگردان                                       | ۲ شهر خودگردان       |
| بریتانیا      | پادشاهی مشروطه | تقسیمات کشوری بریتانیا  | ۴ منطقه خودمختار که در ۳ منطقه قدرت‌سپاری انجام شده است  |                      |
| کنیا          | جمهوری ریاستی  | استان‌های کنیا           | ۴۷ استان                                                |                      |

## نمونه ویلز
ویلز کماکان فرایند قدرت‌سپاری از سوی حکومت مرکزی را طی می‌کند و چشم‌انداز استقلال کامل آن از بریتانیا مشخص نیست؛ گرچه به نظر هم نمی‌رسد که بیشینه مردم این کشور در شرایط کنونی خواستار استقلال باشند.
از سال ۱۹۹۹ که با تأیید مجلس عوام بریتانیا، مجلس ملی ویلز فعالیت خود را آغاز کرد، به تدریج روند واگذاری اختیارات از پارلمان در لندن به مجلس در کاردیف آغاز شد.
هم‌اینک لندن علاوه بر تعیین بودجه سالانه ویلز، مسئولیت تصمیم‌گیری دربارهٔ مسائل ملی مانند سیاست خارجی، امنیت و دفاع را برعهده دارد و حق تصمیم‌گیری دربارهٔ مواردی مانند آموزش، بهداشت، و خدمات اجتماعی به مجلس کاردیف اعطاء شده، هرچند کاردیف کماکان حق قانونگذاری ندارد و مفاد قانونی جهت تأیید به شکل پیشنهاد به مجلس عوام ارائه می‌شوند.